# Vafle
Vafle je moučník z kynutého nebo nekynutého těsta, pečeného mezi dvěma železy s typickým mřížkováním, pocházející z Francie a Belgie. Podobně jako palačinky se konzumují samotné nebo polité marmeládou, čokoládovým krémem, šlehačkou apod. Základní rozdíl proti palačinkám je, že do těsta vaflí se dává máslo a cukr. Díky tomu má karamelovější chuť.